# Перейра да Силва, Бруно Сезар
Бру́но Се́зар Пере́йра да Си́лва (также известный как Бру́но Си́лва или просто Бру́но) (порт. Bruno César Pereira da Silva; 3 августа 1986, Нова-Лима, штат Минас-Жерайс) — бразильский футболист, полузащитник клуба «Аваи».

## Биография
Бруно Силва — воспитанник футбольной академии «Вилы-Новы» из его родного города Новы-Лимы. В этой команде он начал профессиональную карьеру в 2005 году. В 2006—2007 годах выступал за ряд малоизвестных полулюбительских команд, прежде чем вернуться в «Вилу-Нову». В том же году он перешёл в «Аваи», и в его карьере начался новый этап. В 2008 году помог своей команде занять третье место в бразильской Серии B и добыть путёвку в Серию A. В 2009 году впервые стал чемпионом штата Санта-Катарина.
16 мая 2009 года дебютировал в элитном бразильском дивизионе в гостевом матче против «Фламенго», игра завершилась безголевой ничей. Вторую половину 2009 года и первую половину 2010 года Бруно Силва провёл в аренде в «Баии», выступавшей в Серии B. После конфликта с тренером «Баии» вернулся в «Аваи». В 2012 году во второй раз выиграл чемпионат штата Санта-Катарина.
В 2013—2015 годах выступал за «Понте-Прету». За команду из Кампинаса играл в чемпионате штата Сан-Паулу, а во второй половине года трижды отдавался в аренду в клубы Серии A — сначала в «Атлетико Паранаэнсе», а потом два раза в «Шапекоэнсе». В 2014 году на Маракане забил за «Шапе» два гола в ворота «Флуминенсе», что позволило его команде победить со счётом 4:2 и избежать вылета в Серию B. Эту игру Бруно считает лучшей в своей карьере.
В 2016—2017 годах выступал за «Ботафого». В 2018 году перешёл в «Крузейро».

## Достижения
- Чемпион штата Минас-Жерайс (1): 2018
- Чемпион штата Санта-Катарина (2): 2009, 2012
- Чемпион Кубка Бразилии (1): 2018
- Финалист Кубка Бразилии (1): 2013